# Georg Schönberger (Mathematiker)
Georg Schönberger (auch Schonberger oder Schomberger, latinisiert Georgius Schönbergerus; * 1596 in Innsbruck; † 1. August 1645 in Gradisch bei Olmütz) war ein deutscher Jesuit und Mathematiker.
Schönberger studierte an der Universität Ingolstadt bei Christoph Scheiner, trat 1615 in den Orden der Jesuiten ein und wurde Lehrer für Literatur, Philosophie, Hebräisch, Theologie und Mathematik in Freiburg im Breisgau.
Danach ging er nach Böhmen und wurde Prorektor am jesuitischen Kolleg in Prag und danach Rektor in Olmütz, wo er 1645 starb.
In seinen Schriften befasste er sich mit der Konstruktion von Sonnenuhren und mit Fragen der Optik.
Der Mondkrater Schomberger wurde 1935 von der IAU nach ihm benannt.

## Schriften
- Exegeses fundamentorvm gnomonicorum (mit Christoph Scheiner, Ingolstadt 1615)
- Demonstratio et constructio horologiorum novorum (Freiburg 1622)
- Sol illustratus (Freiburg 1626)
- Centuria Problematum Opticorum (Freiburg 1626)